# Río Mopán
El río Mopán es un corto río que nace en Guatemala y discurre por el territorio de Petén y el distrito de Cayo, en el oeste de Belice. Ahí, descarga en el río Belice, cuando el Mopán se reúne con el río Macal. El río Belice, a su vez, desemboca en el mar Caribe.
La confluencia de los ríos Belice y Mopán riega el territorio que contiene cerca del 45 % de la población de Belice. El Mopán que es una fuente importante de agua potable, enfrenta un serio problema de contaminación de diversa índole.

## Sitios arqueológicos cercanos

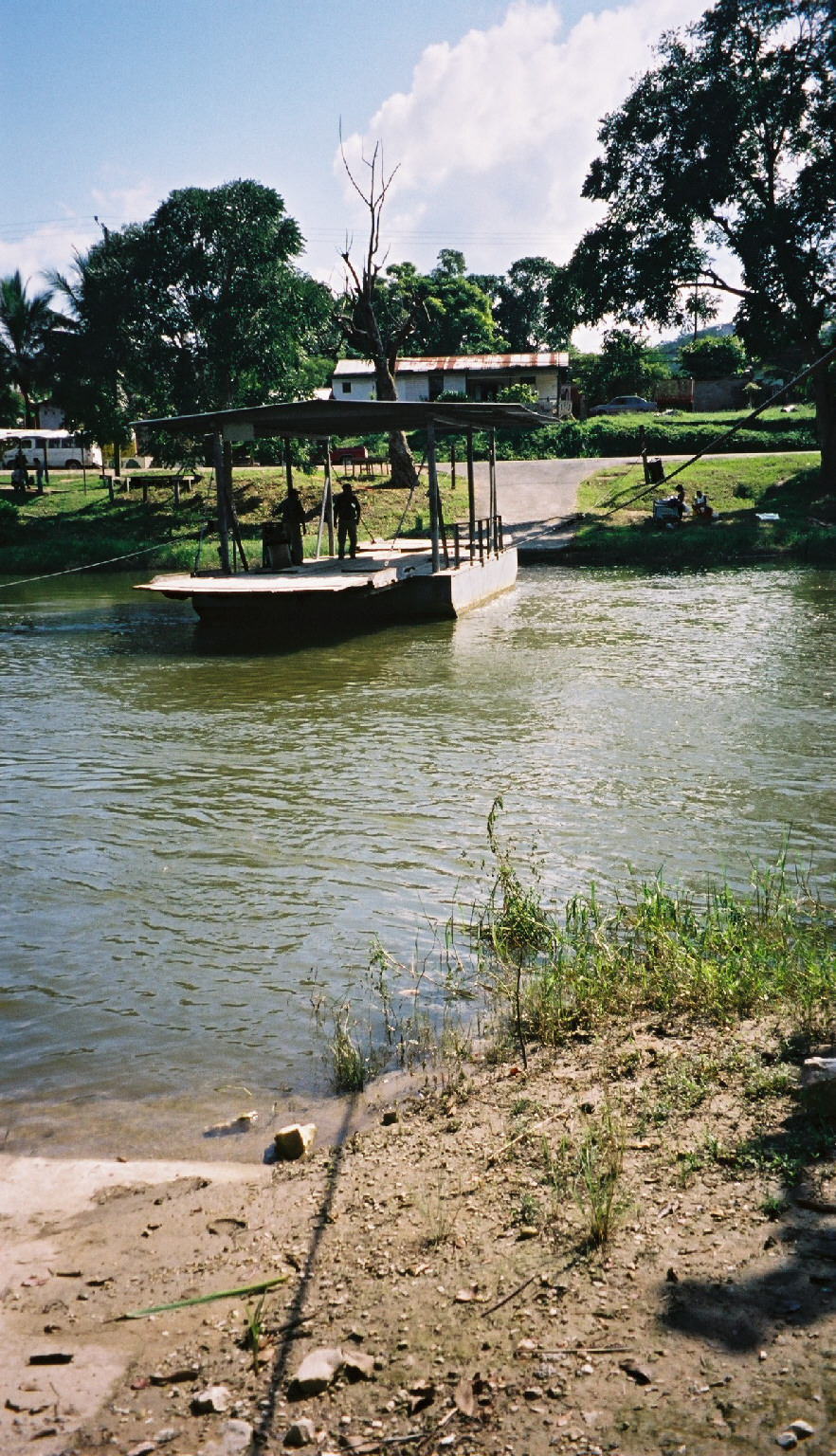
Cruce en Xunantunich por panga manual del río Mopán en Belice.

- Xunantunich
- La Blanca
- Cahal Pech.
- Arroyo Chaa.[2]
- Holtún
- Ixkún
- El Camalote
- Buenos Aires
- Cataratas de Calzada Mopán